# Pterolophia ochraceolineata
Pterolophia ochraceolineata là một loài bọ cánh cứng trong họ Cerambycidae.